# 夏热娃娜·阿布都克依木
夏热娃娜·阿布都克依木（1974年—），新疆喀什人，维吾尔族，中华人民共和国政治人物、第十一届全国人民代表大会新疆地区代表。
毕业于西安石油学院石油工程专业。担任新疆油田公司采油三厂第二采油作业区巡检二班采油工人。2008年起担任全国人大代表。